# Al Wefaq
A Sociedade Nacional Islâmica Al Wefaq (em árabe: جمعية الوفاق الوطني الإسلامية; transliterado: Jam'īyat al-Wifaq al-Watani al-Islamiyah), também conhecida como Associação do Acordo Nacional Islâmico, é uma sociedade política do Barém, e o maior partido do país, tanto em número de membros quanto em resultados nas urnas. Sua influência partidária no parlamento barenita, entretanto, é limitada pela reunião dos partidos minoritários sunitas e deputados independentes em blocos de oposição.
Sua orientação política é xiita e é liderada por um clérigo, o xeque Ali Salman. O partido é próximo de um corpo clerical xiita barenita, o Conselho Escolar Islâmico, que descreve a Al Wefaq como o "Bloco dos Crentes". O partido declarou, em 2006, que tem cerca de 1500 membros ativos por todo o Barém.

## História
Muitos dos líderes da Al Wefaq voltou ao Barém no âmbito do processo de reforma iniciado pelo rei Hamad quando este herdou o trono e perdoou todos os ativistas políticos da agitação política dos anos 1990. Sua liderança apoiada pelo rei Hamad da Carta das reformas políticas depois que o rei garantiu aos clérigos da oposição, através de uma declaração assinada, que só os eleitos do parlamento teria o poder legislativo na câmara, como previsto pela Constituição de 1973.
No entanto, os líderes da Al Wefaq retiraram seu apoio ao regime governante após a promulgação da Constituição de 2002, que uma câmara seria nomeado diretamente pelo rei, e iria dividir o poder legislativo com a outra câmara, ou seja, a eleita. A Al Wefaq boicotou as eleições parlamentares de 2002, com três outras sociedades políticas: o ex-maoísta, Sociedade Nacional de Ação Democrática; o pró-Baath, de Saddam Hussein, Manifestação da Sociedade Nacional-Democrática e da Sociedade da Ação Islâmica. No entanto, a Al-Wefaq convocou candidatos para as eleições municipais daquele ano.